# Вулиця Миколи Садовського (Київ)
Ву́лиця Мико́ли Садо́вського — вулиця в Подільському районі міста Києва, місцевість Куренівка. Пролягає від Валківської вулиці до Подільського провулку.

## Історія
Вулиця виникла в 1-й половині XX століття під назвою 351-ша Нова. Сучасна назва на честь українського актора, режисера й громадського діяча Миколи Садовського — з 1944 року. Сучасної довжини вулиця набула 1953 року після приєднання 701-ї Нової вулиці.

## Визначні пам'ятки
На будинку № 8-А встановлена меморіальна дошка художнику Івану Їжакевичу, що мешкав тут у 1956–1962 роках. Сам будинок з 1987 року має статус пам'ятки історії місцевого значення.

## Зображення

Будинок № 8-А, де мешкав Іван Їжакевич. Фото 2023 року
Меморіальна дошка І.С. Їжакевичу (1964, скульптор М.О. Бабич, архітектор Р.П. Бикова)